# Vasile Tarlev
Vasile Petru Tarlev (oroszul: Василий Павлович Тарлев; Bașcalia, 1963. október 9. –) moldovai mérnök, politikus.

## Élete

### Ifjúsága
A bolgár nemzetiségű Tarlev 1963. október 9-én született a Basarabeasca kerület Bașcalia községében. Középiskolai tanulmányai végeztével, 1980-tól a Pobela Szovhozban dolgozott, mint gépjárművezető. 1985-ben beiratkozott a Chișinău-i „Serghei Lazo” Műszaki Főiskola technikai mérnöki karára, ahol is mérnöki diplomát szerzett (1990).

### Munkássága
Főgépészként helyezkedett el a „Bucuria” Termelőszövetkezetnél, majd ugyanitt helyettes főmérnök (1991), főmérnök, 1993-tól vezérigazgató helyettes, 1995-től egészen 2001-ig vezérigazgató. 1995-től a Moldovai Szövetkezetek Országos Tanácsának (ANSAM), majd 1998-tól a Terménytanács (ANPM) elnöke. 1998-ban doktorált Kijevben technológiai tudományokból. Közel 136 tudományos munkát publikált és 13 találmányát szabadalmaztatta. Munkásságát három bronz-, 7 ezüst- és 9 aranyéremmel, valamint egy becsületrenddel ismerték el.

### Politikai pályája
1997 és 2000 között tagja volt a köztársasági elnök és a kormányfő mellett működő gazdasági tanácsadó testületnek. 2001. április 19-én került a moldovai kormány élére. 2005. március 6-ától parlamenti képviselő, majd az országgyűlés másodszor is felkéri kormányalakításra (2005. április 19.). Hivatali ideje alatt mindvégig küzdött azzal, hogy megpróbálja megoldani az ország konfliktusát a többségében oroszok lakta Dnyeszteren túli területtel, amely 1990-ben egy rövid háborúban leszakadt.
2007. október 16-án – üzletemberek kíséretében – érkezett Budapestre. Egynapos látogatása során tárgyalást folytatott Gyurcsány Ferenc miniszterelnökkel, találkozott Szili Katalin házelnökkel és Göncz Kinga külügyminiszterrel, részt vett a magyar–moldovai üzleti fórumon és felkereste a Tatabányai Ipari Parkot. Kabinetjének 2008. március 20-i ülésén jelentette be, hogy lemond a kormány vezetéséről. Távozását azzal indokolta, hogy szükséges a moldovai államvezetés megújítása; a kormányt nem politikusnak, hanem szakembernek kell irányítania a továbbiakban.